# 페덱스컵
페덱스컵(FedEx Cup)은 PGA 투어의 챔피언십 트로피이다. 2007년에 도입되면서 남자 프로 골프에 처음으로 플레이오프 시스템이 도입되었다. 처음부터 페덱스가 이 대회를 후원해왔다. 2022년, PGA 투어는 페덱스 세인트 주드 챔피언십을 대회에 추가하여, 성 유다 아동 연구 병원과의 파트너십을 확대하여 이 대회의 지정 자선단체로 삼았다.
페덱스컵은 시즌 전체에 걸쳐 진행되는 대회이다. 모든 PGA 투어 공인 대회에서의 최종 순위에 따라 포인트가 부여된다. 정규 시즌 동안 가장 많은 포인트를 쌓은 선수가 플레이오프에 진출한다. 처음 두 번의 플레이오프 이벤트 이후에도 선수들은 더 많이 탈락하며, 상위 30위 안에 드는 선수들만이 투어 챔피언십에 진출한다.
스코티 셰플러는 2024년 투어 챔피언십에서 우승하며 현재 챔피언 자리에 올라 있다.
로리 매킬로이가 세 번의 우승으로 가장 많은 타이틀을 차지했다. 두 번의 페덱스컵을 우승한 유일한 다른 선수는 타이거 우즈이다.

## 규칙 변경
PGA 투어는 2007년 페덱스컵 도입 이후 처음 두 해 동안 매년 페덱스컵 관련 규칙을 조정했다. 각 변경사항은 전년도에 발생한 문제, 특히 페덱스컵 플레이오프 부분의 문제를 해결하기 위해 도입되었다.
- 2008년 2월의 변경은 플레이오프가 진행됨에 따라 더 많은 골퍼들이 포인트 순위에서 위치를 개선할 기회를 주기 위해 고안되었다. 이 변경사항은 플레이오프 리셋 포인트의 강화와 플레이오프 참가자에게 더 많은 포인트를 부여하는 것을 포함한다. 이는 플레이오프 이벤트에 불참하는 선수에게 실질적인 불이익을 주는 것이다.[2]
- 2008년 11월의 변경은 모든 참가 자격을 갖춘 골퍼가 최종 플레이오프 이벤트를 마칠 때까지 우승이 결정되지 않도록 보장하기 위해 고안되었다. 이는 2008년 비제이 싱이 처음 세 번의 플레이오프 이벤트를 통해 최종 이벤트를 마치지 않고도 컵을 우승할 수 있는 충분한 포인트를 축적했다는 사실에서 비롯되었다.[3]
- 2013년, 페덱스컵 포인트는 다음 시즌을 위한 PGA 투어 출전 특혜(일반적으로 "투어 카드"로 알려짐)를 유지할 125명의 골퍼를 결정하기 시작했다.[4] 이전에는 이는 연말 투어 상금 순위에 따라 결정되었다.

2019년, 총 보너스 풀은 2,500만 미국 달러가 증가하여 7,000만 달러가 되었으며, 페덱스컵 챔피언은 1,500만 달러를 벌었다. 그 7,000만 달러 중에는 윈덤이 후원하는 1,000만 달러의 정규 시즌 보너스 풀이 포함되어 있으며, 이는 최종 정규 시즌 페덱스컵 순위와 연관되어 있다. 이것은 윈덤 챔피언십까지 가장 많은 페덱스컵 포인트를 획득한 10명의 선수를 인정하는 것이며, 정규 시즌 챔피언은 200만 달러를 벌었다. 2021년부터 정규 시즌 보너스 풀은 컴캐스트 비즈니스가 후원하게 되었다. 2022년 기준으로 정규 시즌 보너스 풀은 2,000만 달러이며 챔피언은 400만 달러를 벌었다. 또한 2019년에는 페덱스컵 플레이오프 최종전인 투어 챔피언십에 스트로크 기반 시스템인 페덱스컵 스타팅 스트로크가 도입되었다. 2022년, 페덱스컵 보너스 풀 상금은 7,500만 달러로 증가했으며, 우승 상금은 18,000,000 달러가 되었다.
정규 시즌이 종료된 후(윈덤 챔피언십 이후), 페덱스컵 순위 상위 70명의 선수가 8월 한 달간 열리는 3개 이벤트 시리즈인 페덱스컵 플레이오프에 참가할 자격을 얻는다(2007년부터 2018년까지는 페덱스컵 플레이오프는 4개 이벤트였다).
PGA 투어 정규 시즌 동안 획득한 포인트는 플레이오프로 이월된다. 페덱스컵 플레이오프 이벤트는 점진적인 컷 제도를 특징으로 하며, 페덱스 세인트 주드 챔피언십에 70명, BMW 챔피언십에 50명, 그리고 매년 조지아주 애틀랜타이스트 레이크 골프 클럽에서 열리는 투어 챔피언십에 30명이 참가하며, 이곳에서 페덱스컵 챔피언이 결정된다.
참가 자격이 있는 선수가 경기에 참가할 수 없거나 참가하지 않기로 선택하는 경우, 출전 선수가 줄어들고 대기 선수는 추가되지 않는다. 누락된 순위의 포인트는 부여되지 않는다. 페덱스 세인트 주드 챔피언십, BMW 챔피언십 및 투어 챔피언십은 컷 없는 이벤트이다.
처음 두 번의 플레이오프 이벤트 우승자에게는 2,000포인트가 부여된다(정규 시즌 이벤트의 4배 포인트).
투어 챔피언십은 2019년에 처음 도입된 스트로크 기반 시스템(페덱스컵 스타팅 스트로크)을 특징으로 한다. 처음 두 번의 플레이오프 이벤트 이후 페덱스컵 포인트 선두는 투어 챔피언십을 10언더파로 시작한다. 2위 선수는 8언더파로 시작한다. 3위 선수는 7언더파로 시작하고, 4위 선수는 6언더파로 시작하며, 5위 선수는 5언더파로 시작한다. 6위부터 10위 선수는 4언더파로 시작하고, 11위부터 15위 선수는 3언더파로 시작하며, 16위부터 20위 선수는 2언더파로 시작하고, 21위부터 25위 선수는 1언더파로 시작하며, 26위부터 30위 선수는 이븐파로 시작한다. 투어 챔피언십에서는 페덱스컵 스타팅 스트로크를 합한 72홀 총 스코어가 가장 낮은 선수가 투어 챔피언십에서 우승하고 페덱스컵 챔피언으로도 등극한다. 투어 챔피언십 우승은 공식적인 승리로 간주되며 페덱스컵 챔피언은 또한 2,500만 달러의 보너스와 5년간의 PGA 투어 면제 자격을 얻는다.

## 형식

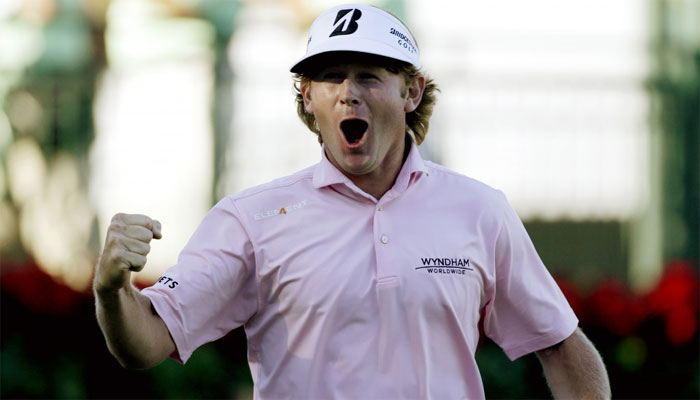
브랜트 스네데커가 2012년 투어 챔피언십에서 페덱스컵 우승에 반응하는 모습

### 플레이오프 진출
2013년 가을부터 시즌 구조가 변경되었지만, 예선 기준은 2009년 이후 변경되지 않았다.
시즌의 첫 부분은 1월에 시작되는 "정규 시즌"으로 알려져 있으며, 8월에 "플레이오프"라고 불리는 세 번의 이벤트로 최고조에 달한다.
선수들은 각 이벤트에서 플레이하여 포인트를 획득한다. 모든 정규 시즌 PGA 투어 이벤트의 우승자에게는 500 페덱스컵 포인트가 부여되며, 컷을 통과한 모든 선수도 포인트를 획득한다. "시그니처 이벤트"에서는 우승자에게 700 페덱스컵 포인트가 주어지며, 4개의 메이저 대회 및 플레이어스 챔피언십의 우승자에게는 750 포인트가 부여된다. 마지막으로, 메이저 대회 또는 시그니처 이벤트와 같은 주에 열리는 이벤트의 우승자에게는 300 포인트가 주어진다.
목표는 정규 시즌 최종 이벤트 이후 상위 70위 안에 드는 것이다.
정규 PGA 투어 멤버십을 가진 선수만 포인트를 획득한다. 시즌 도중에 PGA 투어에 가입하는 비회원은 공식적으로 투어에 가입한 후 처음 플레이하는 이벤트에서 포인트를 획득할 자격이 있다.
정규 시즌 종료 후 상위 70명의 선수가 플레이오프에 참가한다.
각 플레이오프 이벤트 우승자에게 부여되는 포인트는 2000점으로, 이는 일반적인 정규 시즌 토너먼트의 4배이다. 플레이오프 이벤트에서 획득한 포인트는 정규 시즌 포인트에 추가되며, 플레이오프가 진행됨에 따라 참가 선수 수가 줄어든다. 2013년부터 페덱스컵 포인트 목록 상위 125명은 다음 시즌 투어 카드도 유지한다.
두 번째 플레이오프 이벤트 이후, 2019년부터 처음 두 번의 플레이오프 이벤트 이후 페덱스컵 포인트 선두는 투어 챔피언십을 10언더파로 시작한다. 2위 선수는 8언더파로 시작한다. 3위 선수는 7언더파로 시작하고, 4위 선수는 6언더파로 시작하며, 5위 선수는 5언더파로 시작한다. 6위부터 10위 선수는 4언더파로 시작하고, 11위부터 15위 선수는 3언더파로 시작하며, 16위부터 20위 선수는 2언더파로 시작하고, 21위부터 25위 선수는 1언더파로 시작하며, 26위부터 30위 선수는 이븐파로 시작한다. 투어 챔피언십에서는 페덱스컵 스타팅 스트로크를 합한 72홀 총 스코어가 가장 낮은 선수가 투어 챔피언십에서 우승하고 페덱스컵 챔피언으로도 등극한다. 투어 챔피언십 우승은 공식적인 승리로 간주되며 페덱스컵 챔피언은 또한 1,800만 달러의 보너스와 5년간의 PGA 투어 면제 자격을 얻는다.

### 플레이오프 이벤트
| 이벤트                      | 참가 선수                                                |
| --------------------------- | -------------------------------------------------------- |
| 페덱스 세인트 주드 챔피언십 | 상위 70위 포인트 리더 ( 윈덤 챔피언십 이후)              |
| BMW 챔피언십                | 상위 50위 포인트 리더 (페덱스 세인트 주드 챔피언십 이후) |
| 투어 챔피언십               | 상위 30위 포인트 리더 (BMW 챔피언십 이후)                |

참가 자격이 있는 선수가 플레이오프 이벤트에 불참하는 경우, 대기 선수는 추가되지 않으며 참가 선수는 그에 따라 줄어든다.

### 플레이오프 보상

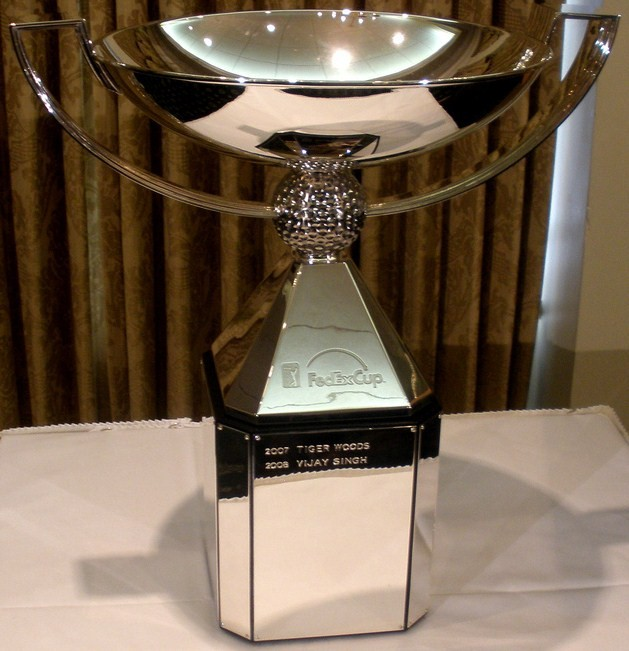
트로피

2022년 기준으로 투어 챔피언십 이후 가장 많은 포인트를 가진 선수는 페덱스컵 자체를 우승하고 7,500만 달러의 보너스 기금 중 1,800만 달러를 받는다. 준우승자는 650만 달러, 3위는 500만 달러, 4위는 400만 달러, 5위는 300만 달러 등을 받으며, 126위부터 150위까지는 85,000 달러를 받는다. 2013년 시즌부터 면제 대상이 아닌 선수 중 페덱스컵 순위 126위부터 150위까지는 조건부 PGA 투어 지위를 부여받지만, 퀄리파잉 스쿨을 통해 지위를 개선할 수 있다.
2007년에는 상금이 현금으로 지급되지 않고 세금 이연 퇴직 계좌에 입금되었다. 45세 미만의 선수는 45세가 될 때까지 2007년 페덱스컵 보너스(토너먼트 자체에서 획득한 상금과는 다름)에 접근할 수 없다. 그들은 보너스를 원하는 방식으로 투자할 수 있으며, 45세가 되면 60세가 될 때까지 또는 시즌에 15개 미만의 PGA 투어 이벤트에 참가할 때까지 지급을 연기할 수 있다. 선수가 기금에서 지급을 받기로 선택하면 5년 동안 매달 수표를 받게 된다.
타이거 우즈가 페덱스컵을 여섯 번 더 우승하면 10억 달러의 퇴직 기금을 쌓을 수 있다는 사업 기사들의 추측에 따라, 세금 이연 퇴직 계획에 영향을 미칠 수 있는 가능한 입법 때문에 PGA 투어는 2008년부터 지급 시스템을 변경한다고 발표했다. 상위 10명의 선수들은 이제 페덱스컵 보너스의 대부분을 현금으로 미리 받는다. 예를 들어, 2008년 페덱스컵 챔피언은 미리 900만 달러를 받고 세금 이연 퇴직 계좌에 100만 달러를 받았다. 상위 10위 아래의 선수에게 지급되는 페덱스컵 보너스는 여전히 선수들의 퇴직 계좌에만 지급된다.
페덱스컵 우승자는 또한 2017년 이전 투어 상금왕에게 주어졌던 면제와 동일하게 PGA 투어 5년 면제 자격을 얻는다. 2019년 이전에는 페덱스컵과 투어 챔피언십이 다른 선수에 의해 우승될 수 없도록 형식이 변경되었기 때문에 투어 챔피언십 우승자는 3년 면제 자격을 얻었다. 다른 플레이오프 이벤트 우승자는 표준 2년 면제 자격만 얻는다.
2013년부터 페덱스컵 순위는 다음 해 면제 상태를 결정하는 주요 수단이 되었다. 플레이오프에 진출한 125명의 선수는 완전 면제된다. 126위부터 150위까지 마친 선수는 최근 토너먼트 우승과 같은 다른 수단을 통해 면제되지 않는 경우 조건부 자격을 유지한다. 이들은 151위부터 200위까지 마친 선수와 함께 콘 페리 투어 결승에 참가할 자격이 있으며, 이미 면제되지 않은 경우 이를 통해 카드를 다시 얻을 수 있다.
2013년 이전에는 페덱스컵 순위가 아닌 상금 순위가 면제 상태를 결정했다. 상금 및 포인트 분배가 다르고 상금 순위가 가을 시리즈 이후에야 최종 결정되었기 때문에, 선수들이 플레이오프에 진출하고도 시즌이 끝날 때 카드를 잃는 경우가 흔했다.

## 우승자
| 연도 | 우승자            | 스코어/ 포인트 | 차이      | 플레이오프 | 플레이오프 | 정규 시즌 | 정규 시즌 | 정규 시즌 |
| 연도 | 우승자            | 스코어/ 포인트 | 차이      | 이벤트     | 우승       | 순위      | 포인트    | 이벤트    |
| ---- | ----------------- | -------------- | --------- | ---------- | ---------- | --------- | --------- | --------- |
| 2024 | 스코티 셰플러     | −30            | 4 strokes | 3          | 1          | 1         | 6,615     | 18        |
| 2023 | 빅토르 호블란     | −27            | 5 strokes | 3          | 2          | 7         | 1,795     | 20        |
| 2022 | 로리 매킬로이 (3) | −21            | 1 stroke  | 3          | 1          | 6         | 2,104     | 13        |
| 2021 | 패트릭 캔틀레이   | −21            | 1 stroke  | 3          | 2          | 3         | 2,056     | 21        |
| 2020 | 더스틴 존슨       | −21            | 3 strokes | 3          | 2          | 15        | 1,071     | 11        |
| 2019 | 로리 매킬로이 (2) | −18            | 4 strokes | 3          | 1          | 5         | 2,842     | 18        |
| 2018 | 저스틴 로즈       | 2,260          | 41        | 4          | 0          | 4         | 1,991     | 14        |
| 2017 | 저스틴 토머스     | 3,000          | 660       | 4          | 1          | 2         | 2,689     | 21        |
| 2016 | 로리 매킬로이     | 3,120          | 740       | 4          | 2          | 36        | 973       | 14        |
| 2015 | 조던 스피스       | 3,800          | 1,493     | 4          | 1          | 1         | 4,169     | 21        |
| 2014 | 빌리 호셜         | 4,750          | 1,650     | 4          | 2          | 69        | 722       | 23        |
| 2013 | 헨리크 스텐손     | 4,750          | 2,007     | 4          | 2          | 9         | 1,426     | 14        |
| 2012 | 브랜트 스네데커   | 4,100          | 1,273     | 4          | 1          | 19        | 1,194     | 18        |
| 2011 | 빌 하스           | 2,760          | 15        | 4          | 1          | 15        | 1,273     | 22        |
| 2010 | 짐 퓨릭           | 2,980          | 252       | 3          | 1          | 3         | 1,691     | 18        |
| 2009 | 타이거 우즈 (2)   | 4,000          | 1,080     | 4          | 1          | 1         | 3,341     | 13        |
| 2008 | 비제이 싱         | 125,101        | 551       | 4          | 2          | 7         | 15,034    | 19        |
| 2007 | 타이거 우즈       | 123,033        | 12,578    | 3          | 2          | 1         | 30,574    | 13        |

## 개별 토너먼트 우승자
| 연도 | 페덱스 세인트 주드 챔피언십 | BMW 챔피언십             | 투어 챔피언십         |               |
| ---- | --------------------------- | ------------------------ | --------------------- | ------------- |
| 2024 | 마쓰야마 히데키             | 키건 브래들리 (2/2)      | 스코티 셰플러         |               |
| 2023 | 루카스 글로버               | 빅토르 호블란 (1/2)      | 빅토르 호블란 (2/2)   |               |
| 2022 | 윌 잴러토리스               | 패트릭 캔틀레이 (3/3)    | 로리 매킬로이 (6/6)   |               |
| 연도 | 노던 트러스트               | 델 테크놀로지스 챔피언십 | BMW 챔피언십          | 투어 챔피언십 |
| 2021 | 토니 피나우                 | 패트릭 캔틀레이 (1/3)    | 패트릭 캔틀레이 (2/3) |               |
| 2020 | 더스틴 존슨 (5/6)           | 욘 람                    | 더스틴 존슨 (6/6)     |               |
| 2019 | 패트릭 리드 (2/2)           | 저스틴 토머스 (2/2)      | 로리 매킬로이 (5/6)   |               |

| 연도 | 노던 트러스트         | 델 테크놀로지스 챔피언십 | BMW 챔피언십          | 투어 챔피언십         |
| ---- | --------------------- | ------------------------ | --------------------- | --------------------- |
| 2018 | 브라이슨 디섐보 (1/2) | 브라이슨 디섐보 (2/2)    | 키건 브래들리 (1/2)   | 타이거 우즈 (4/4)     |
| 2017 | 더스틴 존슨 (4/6)     | 저스틴 토머스 (1/2)      | 마크 리시먼           | 잰더 샤우플리         |
| 2016 | 패트릭 리드 (1/2)     | 로리 매킬로이 (3/6)      | 더스틴 존슨 (3/6)     | 로리 매킬로이 (4/6)   |
| 2015 | 제이슨 데이 (1/2)     | 리키 파울러              | 제이슨 데이 (2/2)     | 조던 스피스           |
| 2014 | 헌터 마한             | 크리스 커크              | 빌리 호셜 (1/2)       | 빌리 호셜 (2/2)       |
| 2013 | 애덤 스콧             | 헨리크 스텐손 (1/2)      | 잭 존슨               | 헨리크 스텐손 (2/2)   |
| 2012 | 닉 왓니               | 로리 매킬로이 (1/6)      | 로리 매킬로이 (2/6)   | 브랜트 스네데커       |
| 2011 | 더스틴 존슨 (2/6)     | 웹 심슨                  | 저스틴 로즈           | 빌 하스               |
| 2010 | 맷 쿠차               | 찰리 호프만              | 더스틴 존슨 (1/6)     | 짐 퓨릭               |
| 2009 | 히스 슬로컴           | 스티브 스트리커 (2/2)    | 타이거 우즈 (3/4)     | 필 미켈슨 (2/2)       |
| 2008 | 비제이 싱 (1/2)       | 비제이 싱 (2/2)          | 카밀로 비예가스 (1/2) | 카밀로 비예가스 (2/2) |
| 2007 | 스티브 스트리커 (1/2) | 필 미켈슨 (1/2)          | 타이거 우즈 (1/4)     | 타이거 우즈 (2/4)     |

## 통산 페덱스컵 보너스 상금 리더
| 선수            | 총액   | 2007   | 2008   | 2009   | 2010   | 2011   | 2012   | 2013   | 2014   | 2015   | 2016   | 2017   | 2018   | 2019   | 2020   | 2021   | 2022   | 2023   | 2024   |
| --------------- | ------ | ------ | ------ | ------ | ------ | ------ | ------ | ------ | ------ | ------ | ------ | ------ | ------ | ------ | ------ | ------ | ------ | ------ | ------ |
| 로리 매킬로이   | 56,052 |        |        |        | 140    |        | 3,000  | 125    | 2,000  | 250    | 10,000 | 110    | 275    | 15,000 | 960    | 584    | 18,000 | 4,000  | 1,608  |
| 스코티 셰플러   | 35,717 |        |        |        |        |        |        |        |        |        |        |        |        |        | 2,500  | 467    | 5,750  | 2,000  | 25,000 |
| 잰더 샤우플리   | 29,283 |        |        |        |        |        |        |        |        |        |        | 2,000  | 250    | 5,000  | 4,500  | 2,200  | 4,000  | 6,500  | 4,833  |
| 타이거 우즈     | 28,594 | 10,000 | 110    | 10,000 | 133    | 32     | 2,000  | 3,000  |        |        |        |        | 3,000  | 169    | 150    |        |        |        |        |
| 더스틴 존슨     | 27,057 |        | 32     | 270    | 1,000  | 1,500  | 600    | 280    | 175    | 700    | 3,000  | 1,500  | 1,500  | 400    | 15,000 | 1,100  |        |        |        |
| 저스틴 토머스   | 25,940 |        |        |        |        |        |        |        |        | 155    | 290    | 10,000 | 700    | 3,500  | 4,500  | 3,000  | 2,750  | 140    | 905    |
| 빅토르 호블란   | 22,413 |        |        |        |        |        |        |        |        |        |        |        |        |        | 498    | 2,200  | 715    | 18,000 | 1,000  |
| 패트릭 캔틀레이 | 17,577 |        |        |        |        |        |        |        |        |        |        | 180    | 225    | 478    | 186    | 15,000 | 1,750  | 3,000  | 755    |
| 콜린 모리카와   | 12,500 |        |        |        |        |        |        |        |        |        |        |        |        |        |        |        |        |        | 12,500 |
| 조던 스피스     | 16,961 |        |        |        |        |        |        | 700    | 250    | 10,000 | 550    | 3,000  | 165    | 167    | 101    | 498    | 825    | 530    | 175    |
| 저스틴 로즈     | 15,645 | 245    | 70     | 75     | 248    | 1,000  | 800    | 500    | 300    | 600    | 120    | 550    | 10,000 | 430    | 105    | 70     | 120    | 221    | 191    |
| 짐 퓨릭         | 15,407 | 300    | 1,000  | 1,500  | 10,000 | 140    | 250    | 270    | 1,500  | 180    | 75     |        | 32     | 160    |        |        |        |        |        |
| 빌리 호셜       | 14,443 |        |        |        |        |        | 32     | 245    | 10,000 | 110    | 125    | 133    | 1,000  | 168    | 395    | 890    | 600    | 130    | 615    |
| 헨리크 스텐손   | 13,863 | 136    |        |        | 32     |        | 70     | 10,000 | 115    | 3,000  | 140    | 155    | 110    | 105    |        |        |        |        |        |
| 브랜트 스네데커 | 12,955 | 225    | 145    | 150    | 138    | 600    | 10,000 | 290    | 75     | 210    | 250    | 80     | 135    | 451    | 101    | 105    |        |        |        |
| 애덤 스콧       | 12,422 | 290    | 128    | 70     | 230    | 245    | 200    | 1,500  | 290    | 70     | 1,500  | 80     | 120    | 1,900  | 171    | 105    | 550    | 140    | 4,833  |
| 빌 하스         | 11,545 | 32     | 80     | 134    | 165    | 10,000 | 155    | 205    | 243    | 190    | 129    | 142    |        | 70     |        |        |        |        |        |
| 욘 람           | 11,278 |        |        |        |        |        |        |        |        |        | 1,000  | 210    | 683    | 3,000  | 5,000  | 715    | 670    |        |        |
| 비제이 싱       | 11,272 | 500    | 10,000 | 75     | 110    | 185    | 150    | 32     | 75     | 70     | 75     |        |        |        |        |        |        |        |        |
| 임성재          | 10,825 |        |        |        |        |        |        |        |        |        |        |        | 513    | 750    | 498    | 5,750  | 565    | 2,750  |        |
| 필 미켈슨       | 9,024  | 2,000  | 700    | 3,000  | 280    | 250    | 1,000  | 550    | 110    | 110    | 245    | 145    | 220    | 164    | 110    | 140    |        |        |        |
| 스티브 스트리커 | 8,682  | 3,000  | 270    | 2,000  | 700    | 235    | 225    |        | 2,000  | 70     |        | 80     | 70     | 32     |        |        |        |        |        |
| 사힛 티가라     | 8,270  |        |        |        |        |        |        |        |        |        |        |        |        |        |        | 520    | 250    | 7,500  |        |

출처